# Mariene ecoregio Arafurazee
De Mariene ecoregio Arafurazee (139) (Engels: Arafura Sea marine ecoregion) is een biogeografische regio en ligt in het westen van de Grote Oceaan in de Mariene provincie Sahulplat (32) in het Marien rijk Centrale Indo-Pacific. De mariene ecoregio is vastgesteld door het World Wide Fund for Nature en The Nature Conservancy en is vernoemd naar de Arafurazee.
In het zuidoosten grenst het gebied aan de mariene ecoregio Straat Torres en Noordelijk Groot Barrièrerif (142), in het zuiden aan de mariene ecoregio Arnhemkust naar Golf van Carpentaria (140), in het westen aan de mariene ecoregio Bandazee (131) en in het noordwesten aan de mariene ecoregio Papoea (130).

## Geografie
De mariene ecoregio ligt in het westen van de Grote Oceaan in Indonesië ten zuidwesten van het eiland Nieuw-Guinea en voor een stuk zuidkust in het zuidwesten van Papoea-Nieuw-Guinea. Het gebied ligt in het noordelijk deel van de Arafurazee en ten westen van de Straat Torres en strekt zich uit van bij de Straat Torres in het oosten tot aan de grens van Papoea met West-Papoea. Het omvat onder andere de wateren rond de Aru-eilanden.

## Biogeografie
Het gebied kent zeeleven dat houdt van tropische temperaturen.